# Cantó de Saint-Avertin
El cantó de Saint-Avertin és un cantó francès del departament de l'Indre i Loira, situat al districte de Tours. Inclou el municipi de Saint-Avertin.

## Municipis
- Saint-Avertin

## Història
| Data d'elecció                           | Identitat           | Partit           | Qualitat |
| ---------------------------------------- | ------------------- | ---------------- | -------- |
| 1982-2001                                | Robert Pouzioux     | Divers droite    |          |
| 2001-                                    | Jean-Gérard Paumier | RPR, després UMP |          |
| les dades anteriors no són pas conegudes |                     |                  |          |
|                                          |                     |                  |          |

## Demografia
| A partir de 1990: Població sense dobles comptes |